# Бах, Роман Иванович
Рома́н Ива́нович Бах (Генрих Роберт Бах, нем. Heinrich Robert Bach; 1819—1903) — русский скульптор немецкого происхождения, представитель петербургского академизма, мастер декоративной пластики; отец братьев Александра, Николая, Роберта и Евгения Бахов. Почётный вольный общник Императорской Академии художеств (с 1882).

## Биография
Родился 13 (25) марта 1819 года в Риге.
В конце 1830-х годов переехал из Риги в Санкт-Петербург. В 1840—1844 годах учился в Школе рисования для вольноприходящих профессора П. П. Уткина. Затем — вольнослушатель Императорской Академии художеств (1844—1850). Ученик И. П. Витали (с 1847).
Получил звание свободного художника (1850) за бюст профессора А. Т. Маркова. В этом же году окончил Академию художеств.
Работал учителем «лепной работы» (1852—1855) в «классе лепления из воску, прибавленному к основному лепному классу» Рисовальной школы Общества поощрения художеств. В эти годы он создал многочисленные эскизы из воска — Богоматерь, Иван Грозный и др. Был директором бронзового и серебряно-литейного завода Николса и Пленке в Петербурге (1859). В 1882 году получил звание почётного вольного общника Академии художеств.
Умер 25 ноября (8 декабря) 1903 года. Похоронен на Волковском лютеранском кладбище
Все значительные работы были сохранены в мастерской его сына — скульптора Р. Р. Баха, который в 1927—1933 гг. передал их Музею Академии художеств.

Каслинское литьё по моделям Р. И. Баха
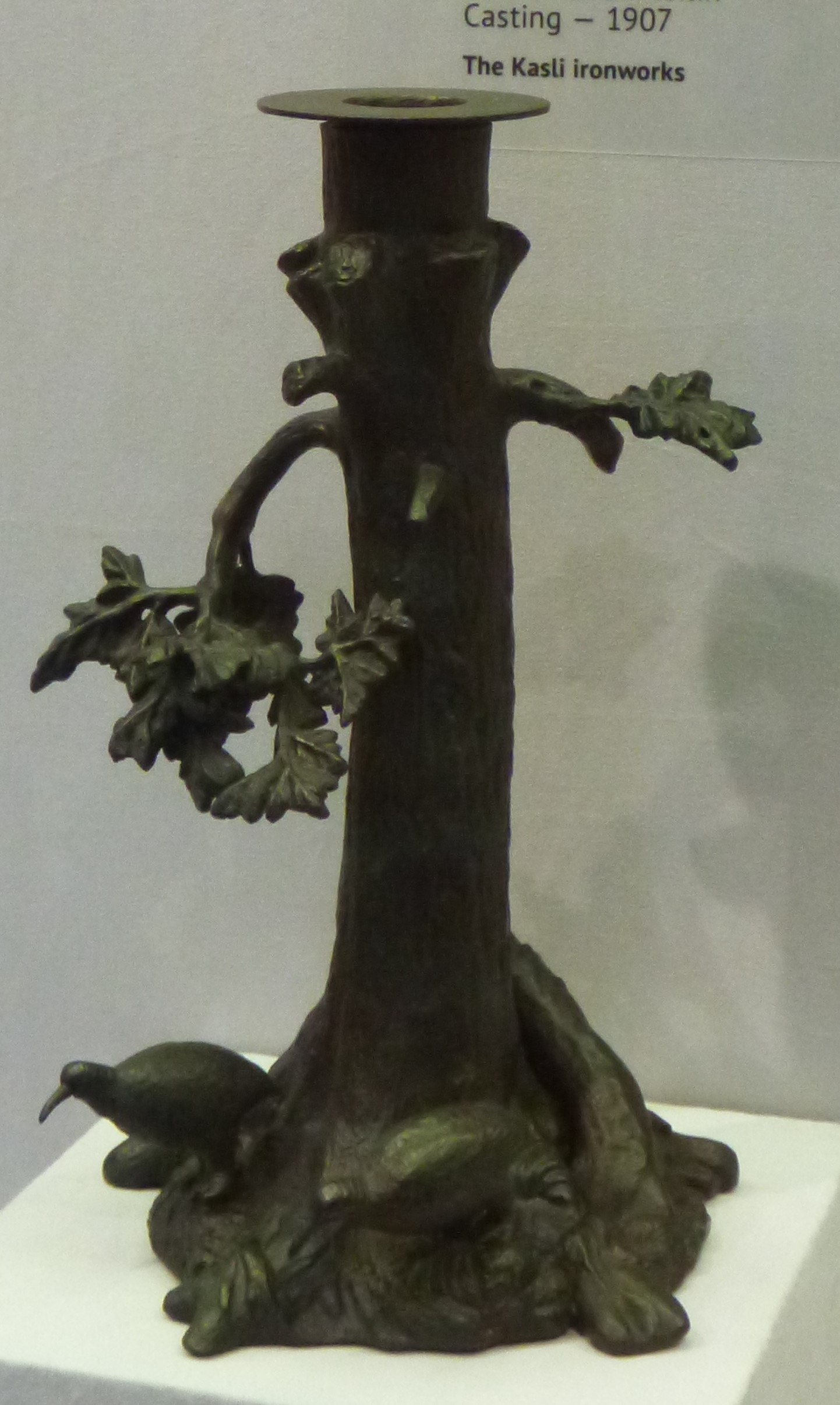
Подсвечник «Вальдшнепы под сломанным деревом»
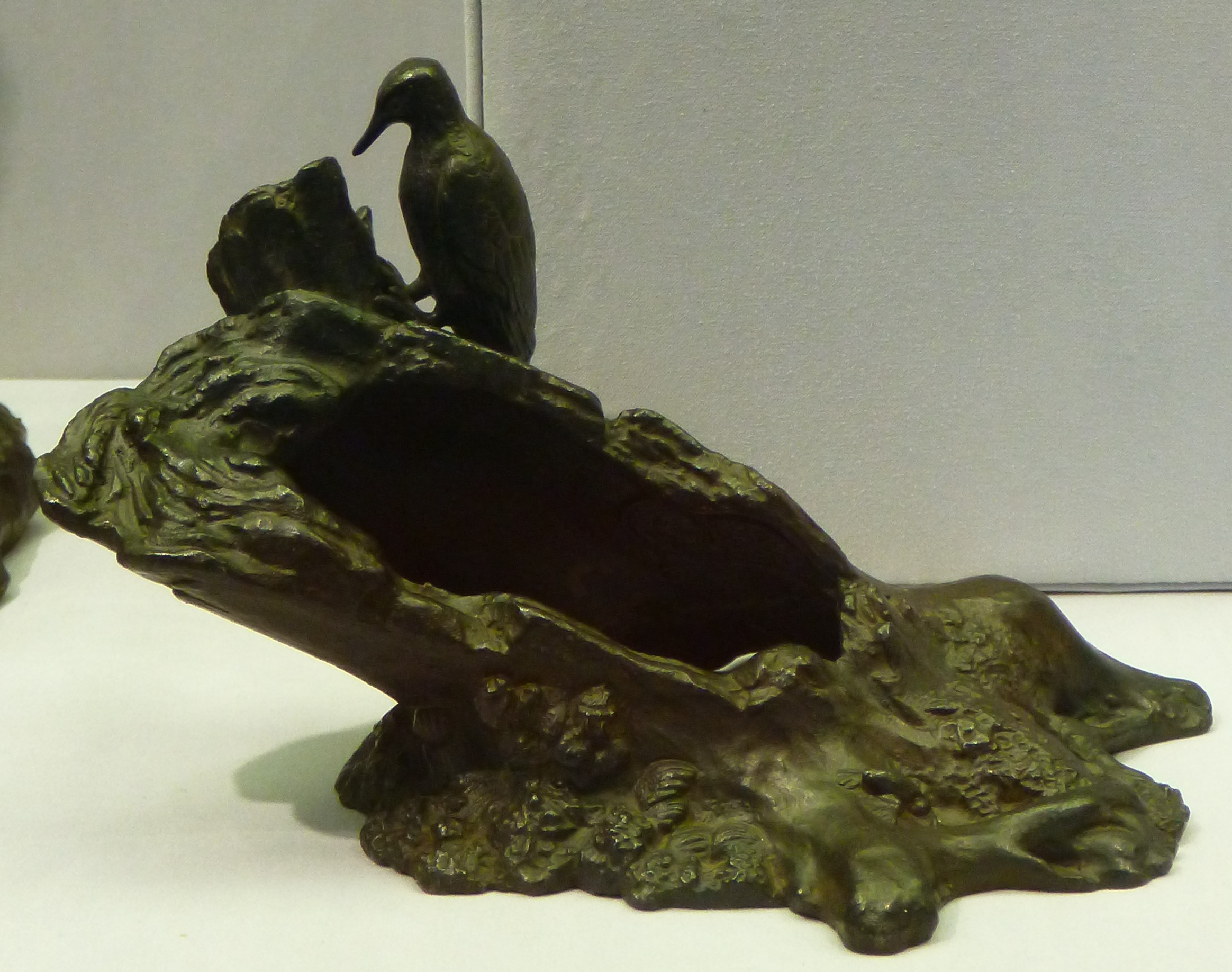
Пресс-папье «Дятел у дуба»
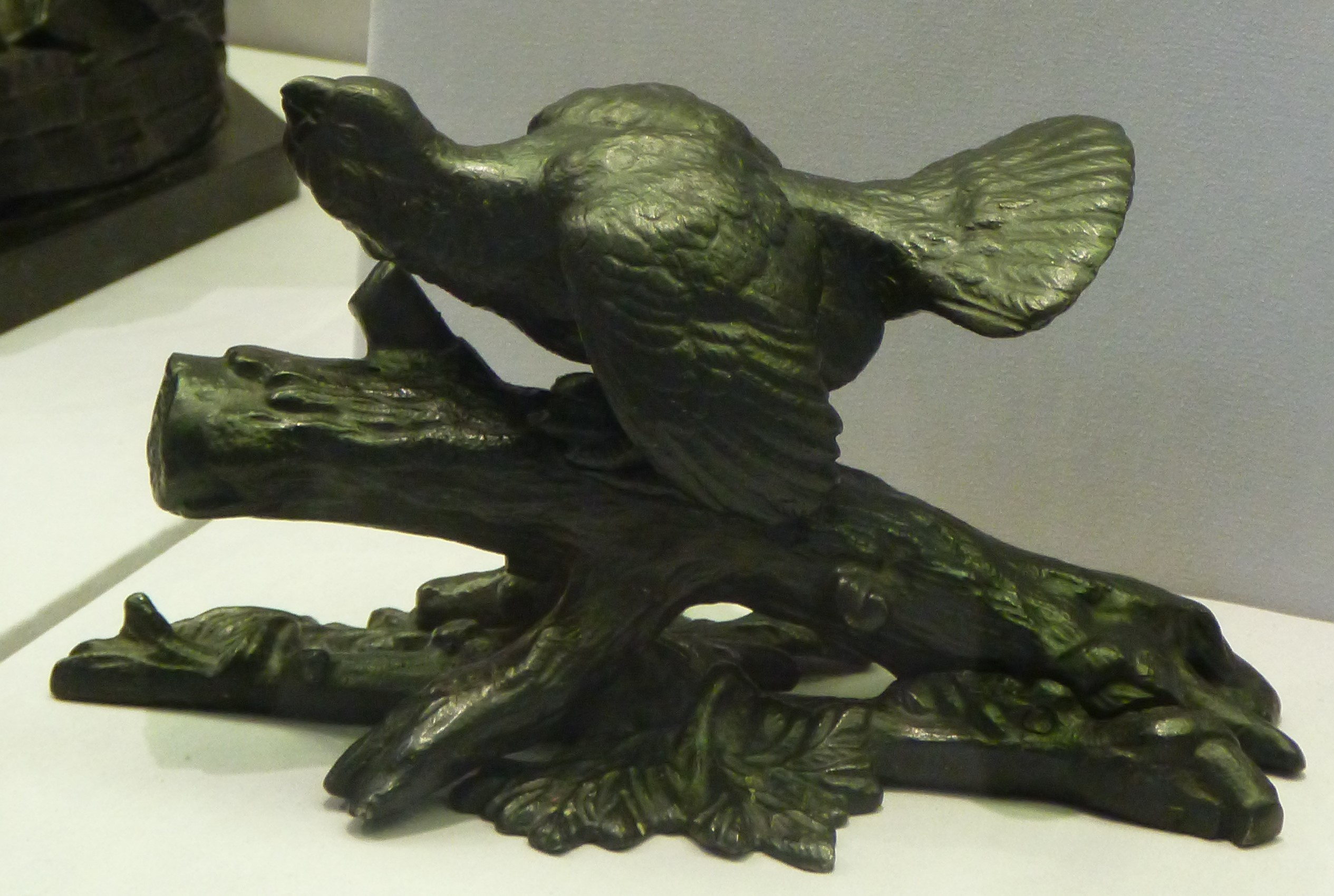
Пресс-папье «Глухарь на току»
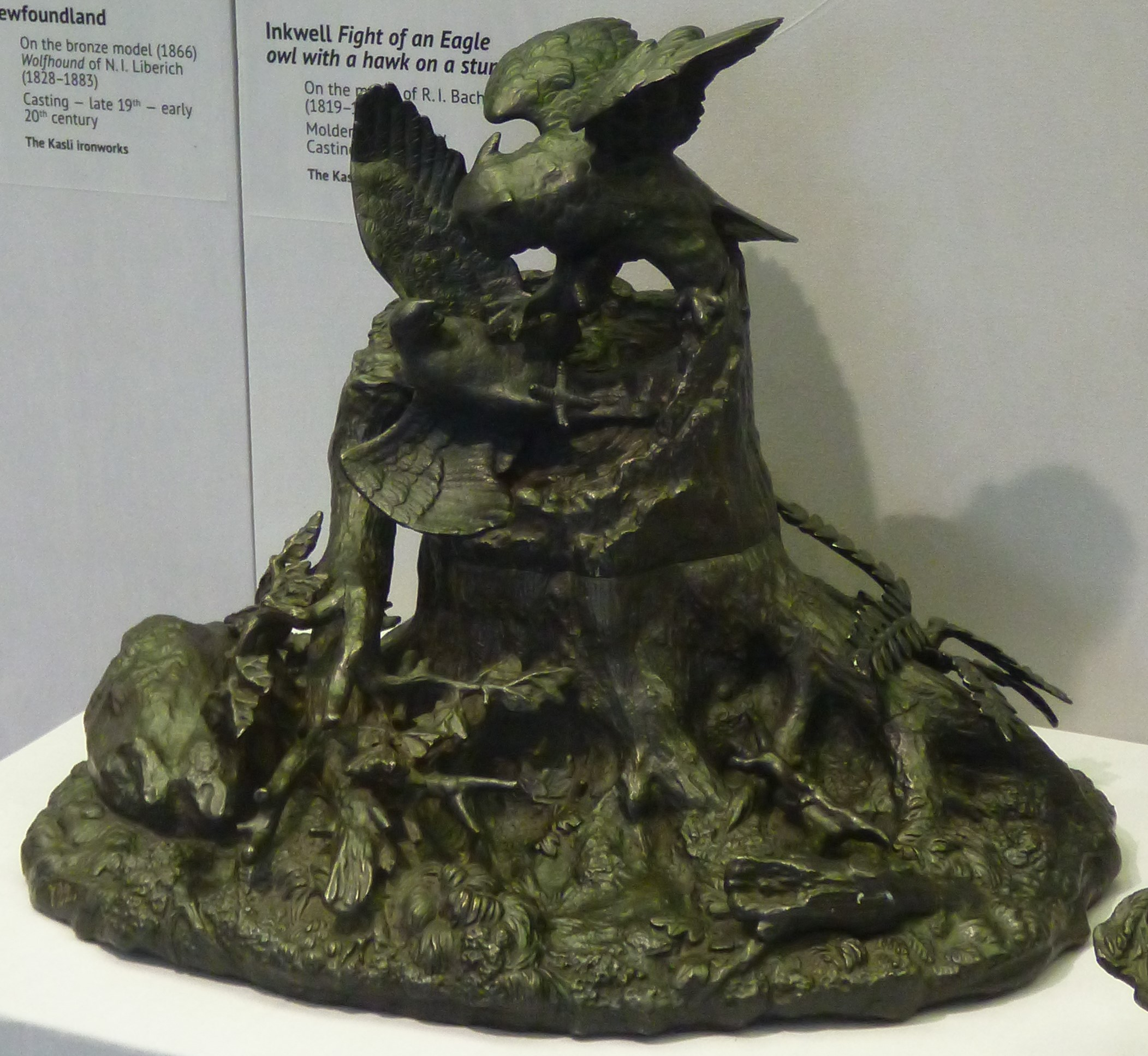
Чернильница «Драка филина с ястребом на пне»
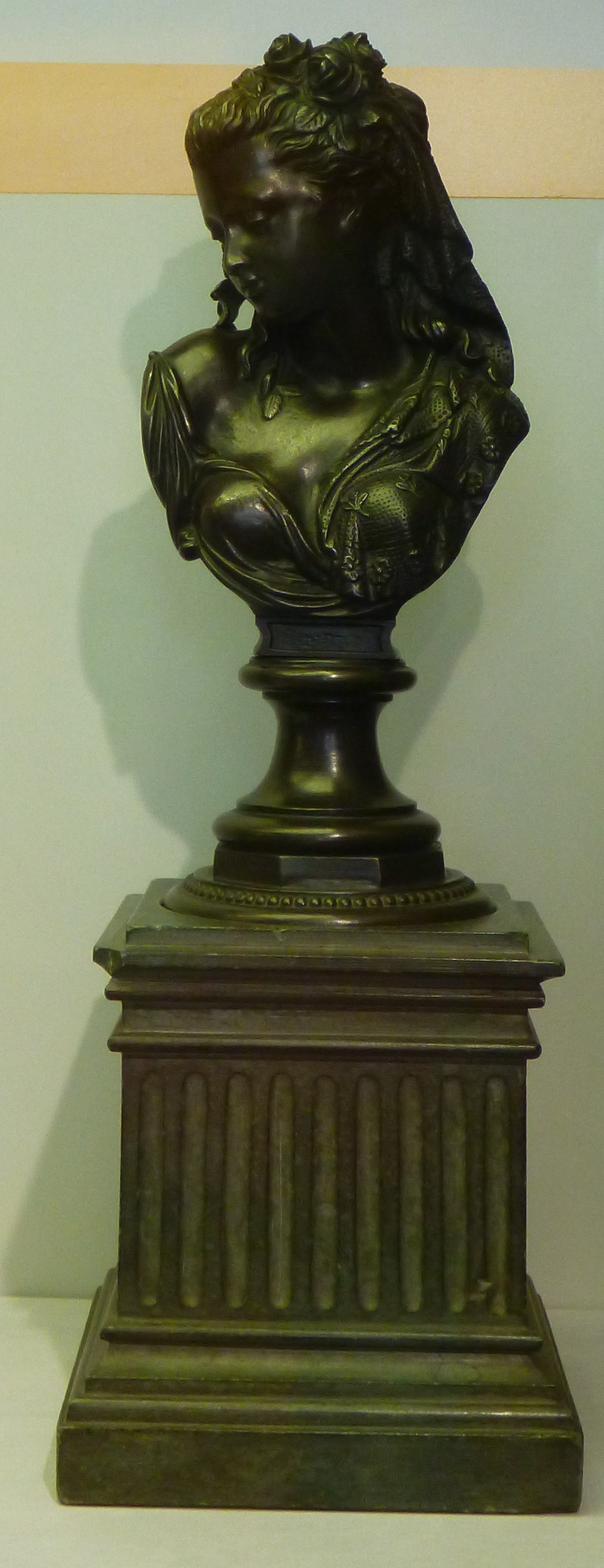
Бюст «Весна»
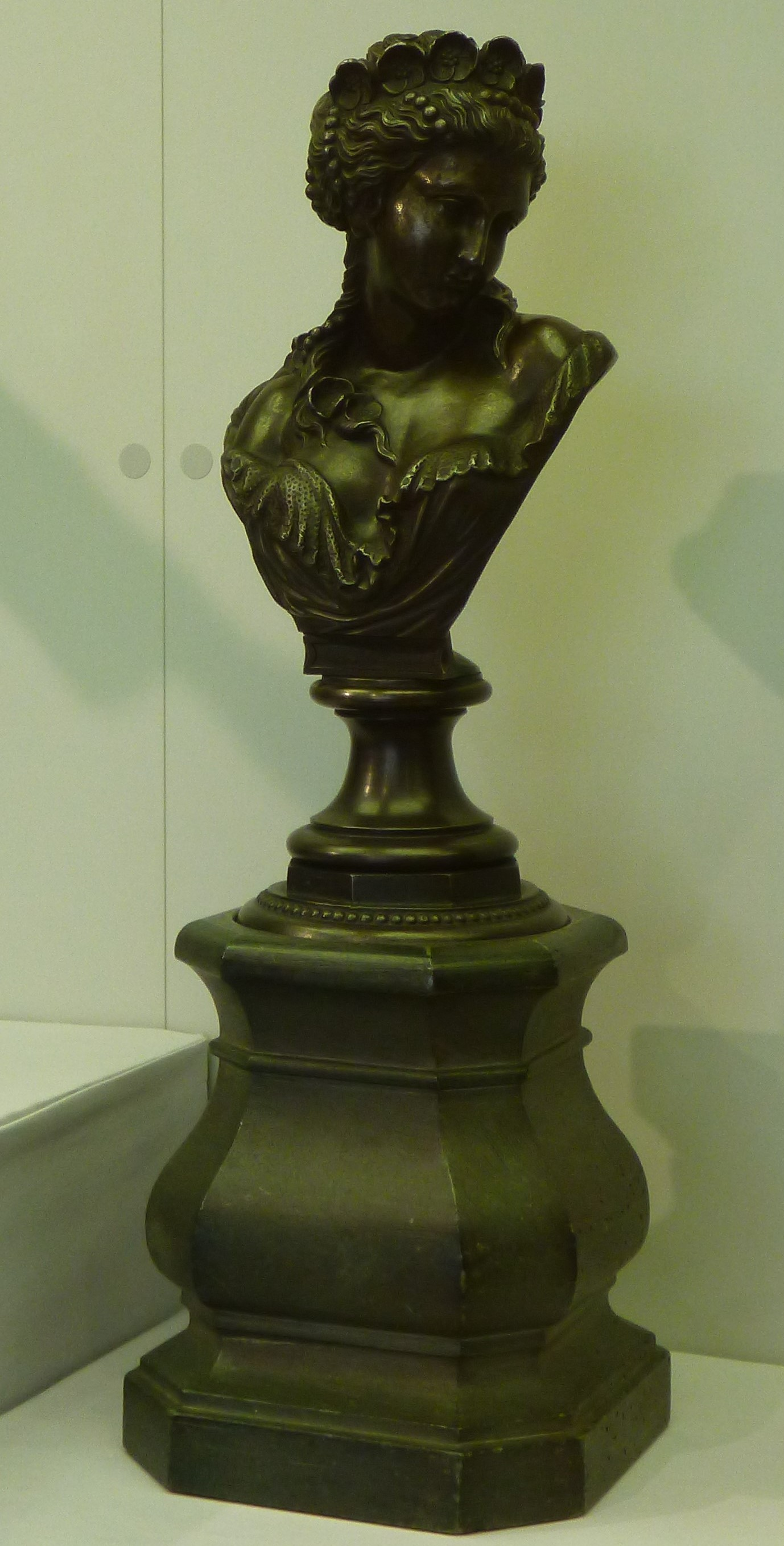
Бюст «Лето»

## Семья
Его сыновья:
- Александр (1853—1937) — архитектор, работал в Царском Селе;
- Николай (1853—1885) — скульптор, мастер художественного литья, работал в Касли;
- Константин (1857—1918) — рисовальщик;
- Роберт (1859–1933) — скульптор, академик Императорской Академии художеств;
- Евгений (1861—1905) — архитектор и акварелист.